# Хелън Конрад
Хелън Конрад (на английски: Helen Conrad) е много плодовита американска писателка на произведения в жанра съвременен и исторически романс. Пише и под псевдонима Рей Морган (на английски: Reye Morgan) и Джина Хънт (на английски: Jena Hunt).

## Биография и творчество
Хелън Конрад е родена на 11 април 1944 г. Пасадена, Калифорния, САЩ. По майчина линия е потомка на фамилията Кечъм, преселила се в Америка преди около 300 г. Родителите ѝ сключват брак няколко седмици преди Втората световна война. Баща ѝ е холандски летец и е извикан в армията, а семейството живее в Холандия. Когато е на 5 години те се връщат се в Калифорния, а после се преместват в Камп Уитек, до село Йона на остров Гуам. Когато става на 10 г. семейството се мести в Пасадена.
Хелън от малка много обича да чете. Получава бакалавърска степен по английска литература от Университета на Лос Анжелис. Омъжва се за геолога и компютърен учен Рей Конрад. Имат четирима сина – Джонатан, Кент, Морган и Никълъс. Местят се във Вашингтон, окръг Колумбия, където съпругът ѝ служи в армията към съобщенията на Белия дом, а тя към „Нешънъл Джиографик“. После се връщат в колежа, където тя работи в училищната библиотека и учи за магистърска степен по библиотекарство. Тогава се раждат синовете ѝ и тя прекъсва обучението си. Отглеждайки децата си започва да чете много книги.
Като компенсация за разходите си за книги решава сама да започне да пише. В продължение на години опитва пише детска литература, а после романтичен съспенс, но получава откази за публикация.
Насочва се към романтичната литература и първият ѝ романс „Home for Christmas“ е публикуван през 1982 г. Оттогава тя има издадени над 100 романса, а историите на повечето от тях се развиват по крайбрежието на Калифорния.
Хелън Конрад живее със семейството си в Голета, окръг Сан Луис Оубиспоу, Калифорния.

## Произведения

### Като Джина Хънт

#### Самостоятелни романи
- Home for Christmas (1982)
- Sweeter Than Wine (1982)
- Sweet Victory (1982)
- Jade Tide (1983)
- Proud Possession (1983)
- Traces of Indigo (1989)

### Като Хелън Конрад

#### Самостоятелни романи
- Temptation's Sting (1983)
- Heart of Gold (1983)
- Everlasting (1984)
- Undercover Affair (1984)
- Reach for Paradise (1985)
- A Stroke of Genius (1985)
- Native Silver (1985)
- Tears of Gold (1985)
- Double Exposure (1986)
- Something Wild and Free (1986)
- At His Command (1986)
- Diamond in the Rough (1986)
- Wild Temptation (1986)
- Wife for a Night (1987)
- Tender Fury (1987)
- Desperado (1988)
- Chasing Dreams (1988)
- Silver Linings (1990)
- Stranger's Embrace (1992)
- Joe's Miracle (1993)

#### Серия „Заливът на съдбата – Завинаги Ваш“ (Destiny Bay-Forever Yours)
1. My Little Runaway (2011)
2. Too Scared to Breathe (2011)
3. Wife For a Night (2013)
4. Make-Believe Wife (2013)
5. Promoted to Wife (2013)
6. Not the Marrying Kind (2013)

#### Серия „Заливът на съдбата – Бебешки мечти“ (Destiny Bay – Baby Dreams)
1. Tick Tock Baby Clock (2013)
2. The Baby Invasion (2013)
3. Husband Wanted: Will Train (2013)
4. Waiting for Someone Like You (2013)
5. Jilted (2013)
6. Waiting for Baby Kate (2013)

#### Серия „Заливът на съдбата – Дни в долината“ (Destiny Bay – Valley Days)
1. Native Silver (2014)
2. Sweet Desperado (2014)
3. Ranch Destiny (2014)

#### Участие в общи серии с други писатели

##### Серия „Семеен мъж“ (Family Man)
- Jake's Promise (1994)

от серията има още 28 романа от различни автори

##### Серия „Връщане в родния град“ (Hometown Reunion)
- The Reluctant Daddy (1996)
- Those Baby Blues (1996)

от серията има още 10 романа от различни автори

### Като Рей Морган

#### Самостоятелни романи
- Embers of the Sun (1983)
- Summer Wind (1983)
- Roses Never Fade (1986)
- Изпепеляваща страст, Too Many Babies (1989)
- Търси се съпруга, In a Marrying Mood (1991)
- Baby Aboard (1991)
- Almost a Bride (1992)
- Внимание: Чаровник!, Caution: Charm at Work (1993)
- Wife by Contract (1997)
- The Hand-picked Bride (1997)
- Secret Dad (1999)
- Promoted-To Wife! (2000)
- The Boss's Baby Mistake (2001)
- Working Overtime (2001)
- A Little Moonlighting (2002)
- The Boss's Pregnancy Proposal (2006)
- The Italian's Forgotten Baby (2009)
- The Heir's Proposal (2013)

#### Серия „Анджели“ (Angeli)
1. Crystal Blue Horizon (1984)
2. A Lucky Streak (1987)

#### Серия „Еймс“ (Ames)
1. Husband for Hire (1988)
2. Ladies' Man (1990)

#### Серия „Семейство Кейн“ (Caine Family)
1. Sorry, the Bride Has Escaped (1994)
2. Babies on the Doorstep (1994)
3. The Daddy Due Date (1994)
4. Yesterday's Outlaw (1994)

#### Серия „Бебешки душ“ (Baby Shower)
1. Instant Dad (1996)
2. A Gift for Baby (1996)
3. Baby Dreams (1996)
4. Babies by the Busload (1996)

#### Серия „Хващане на Короната“ (Catching the Crown)
1. Jack and the Princess (2003)
2. Betrothed to the Prince (2003)
3. Royal Nights (2003)
4. Counterfeit Princess (2003)

#### Серия „Офис булки“ (Boardroom Brides)
1. The Boss, the Baby and Me (2005)
2. Trading Places with the Boss (2005) – награда на „Reviewer's Choice“ за най-добър роман
3. The Boss's Special Delivery (2005)

#### Серия „Загубените принцовете на Амбрия“ (Lost Princes of Ambria)
1. Single Father, Surprise Prince! (2006) – издадена и като „Bride By Royal Appointment“
2. Secret Prince, Instant Daddy! (2010)
3. Crown Prince, Pregnant Bride! (2011)
4. The Reluctant Princess (2012)
5. Pregnant with the Prince's Child (2012)
6. Taming the Lost Prince (2012)

#### Серия „Крале от Монтеневада“ (Royals of Montenevada)
1. The Prince's Secret Bride (2007)
2. Abby & the Playboy Prince (2007) – издадена и като „Abby and the Playboy Prince“
3. Found: His Royal Baby (2007)

#### Серия „Дневниците на самотната майка“ (Single Mom Diaries)
1. A Daddy for Her Sons (2013)
2. Marriage for Her Baby (2013)

#### Участие в общи серии с други писатели

##### Серия „Мъж на месеца“ (Man of the Month)
- The Bachelor (1993)

от серията има още 86 романа от различни автори

##### Серия „Като бебе на шефа“ (Having the Boss's Baby)
- She's Having My Baby! (2002)

от серията има още 3 романа от различни автори

##### Серия „Наследството на Логан“ (Logan's Legacy)
- Undercover Passion (2004)

от серията има още 18 романа от различни автори

##### Серия „От девет до пет“ (Nine to Five)
- The Boss's Double Trouble Twins (2006)

от серията има още 51 романа от различни автори

##### Серия „Булки от Бела Лусия“ (Brides of Bella Lucia)
3. The Rebel Prince (2006)
от серията има още 8 романа от различни автори

##### Серия „Диамантени булки“ (Diamond Brides)
- Her Valentine Blind Date (2008)

от серията има още 5 романа от различни автори

##### Серия „Бебе на борда“ (Baby On Board)
- Keeping Her Baby's Secret (2009)

от серията има още 23 романа от различни автори

##### Серия „Булки от Бела Роса“ (Brides of Bella Rosa)
- Beauty and the Reclusive Prince (2010)

от серията има още 7 романа от различни автори

##### Серия „Кралската династия от Найроли“ (Royal House Of Niroli)
- Secret Heirs (2011) – в съавторство с Пени Джордан

от серията има още 10 романа от различни автори

#### Новели
- The Prince's Forbidden Love (2012)

#### Сборници
- Wanted: Mother (1996) – с Анет Броадрик и Джина Грей
- The Wedding Arrangement (2003) – с Барбара Бозуел
- Small Wonders (2004) – с Кандис Камп, Ан Мейджър и Далас Шулце
- Mail-Order Wives (2006) – с Шарлот Дъглас
- Brides and Babies Bundle (2007) – с Лиз Филдинг и Луси Гордън
- One-Click Buy: January 2008 Harlequin Presents (2008) – с Жаклин Бейрд, Сара Крейвън, Лин Греъм, Мелани Мелбърн и Шантел Шоу
- Unexpected Proposals (2010) – с Али Блейк, Патриша Тейър и Ребека Уинтърс
- Beauty and the Reclusive Prince / Executive: Expecting Tiny Twins (2010) – с Барбара Хъней
- Mediterranean Men and Marriage (2010) – с Дона Алуард и Карол Грейс
- Princesses & Protectors (2011) – с Дей Льоклер и Луси Монро
- A Royal Wedding (2011) – с Кейтлин Крюс, Нина Харингтън и Триш Морей
- Royal Wedding Bells (2011) – с Нина Харингтън
- The Prince's Texas Bride / The Reluctant Princess (2012) – с Банкс Лейн
- The Doctor Takes a Princess / Pregnant with the Prince's Child (2012) – с Банкс Лейн
- Baby on Board (2013) – с Лиз Филдинг и Патриша Тейър
- The Brides of Bella Rosa (2013) – с Барбара Хъней и Ребека Уинтърс
- A Daddy for Her Sons / Sparks Fly with the Billionaire (2013) – с Марион Ленокс
- Diamonds are for Sharing (2013) – с Нина Харингтън и Шърли Джъмп
- Pregnancy Proposals (2013) – с Бренда Харлън и Ребека Уинтърс